# Pinus rzedowskii
Espèce
Statut de conservation UICN

 VU D1+2 : Vulnérable
Pinus rzedowskii est une espèce de conifère de la famille des Pinaceae qu'on ne trouve qu'au Mexique, dans la région du Sierra Madre del Sur. Ses populations sont réduites en nombre et en extension géographique ; l'espèce est donc considérée comme en danger d'extinction.

## Description
Il s'agit d'un Pin pouvant atteindre jusqu'à 30 mètres si les conditions sont optimales. Son tronc est habituellement droit et son écorce est épaisse et rugueuse. Elle présente des fissures longitudinales assez profondes, se fractionnant en de larges plaques.
Les branches sont fines et lisses. Les feuilles stériles, appelées cataphylles, sont petites et disparaissent assez vite dans la vie de l'arbre.
Les bourgeons terminaux sont petits et ne contiennent pas de résine.
Les aiguilles sont molles font 6 à 10 cm de long et moins d'un mm de large. Leur vert tend vers le gris ou le jaune.  Elles sont fasciculées par 4 ou cinq, et enveloppée dans une gaine décidue. Elles ne portent des stomates que sur les faces inférieures.
Au microscope, on observe un mince hypoderme, 2 à 4 canaux résinifères et un seul faisceau vasculaire. Cette dernière caractéristique fait du lui un membre du sous-genre Strobus.
Les cônes mâles sont placés en spirale autour des branches qui sont en cours de croissance. Les cônes femelles sont à peu près ovoïdes, courtement pédonculés, font 10 à 15 cm de long et contiennent beaucoup de résine. Leurs écailles se terminent par une apophyse souvent plus large, carénée et portant un umbo dorsal parfois pointu.
Les graines font environ 8 mm de long et 5 mm de large et ont une aile articulée de 20 à 30 mm de long.

## Écologie
On le trouve dans une région montagneuse, sur des affleurements calcaires saillant au-dessus d'anciennes formations volcaniques.
L'altitude varie entre 2100 et 2400 mètres et la pluviosité est d'environ 1500 mm par an. Il est accompagné par des petits chênes, diverses sortes de buissons, par des agaves et par des hautes herbes. Il n'est pas accompagné par d'autres pins, en dépit de la présence de larges pinèdes à proximité.

## Taxonomie
Il s'agit d'un pin assez rare qui n'a été découvert qu'en 1966 et n'a été décrit qu'en 1969.
Elle présente des caractéristiques originales. On le classe dans le sous-genre Strobus, car elle n'a qu'un seul faisceau vasculaire par aiguille, et dans la section Parrya, mais il diffère des autres espèces de ces taxons par de multiples caractères, incluant la morphologie des graines, des cônes et de son écorce.
Le Pin de Rzedowskii est parfois classé parmi les pins à pignons(sous-section Cembroides) mais il est aussi souvent placé en dehors de ce clade avec deux autres espèces, Pinus pinceana et de Pinus maximartinezii, formant alors la sous-section Rzedowskianae. Il diffère des autres pins à pignons par la longueur de l'aile de la graine, plus longue chez P.rzedowskii que chez les autres pins à pignons.
Cependant, la classification des pins est encore discutée et le manque de données dû à la rareté du Pin de Rzedowskii empêche toute certitude. Il semble cependant probable que le Pin de Rzedowskii soit une espèce relativement ancienne ; les points communs avec d'autres pins pourtant éloignés de lui s'expliqueraient alors par la rétention de caractères ancestraux.

## État des populations
On ne le trouve qu'à trois emplacements au Mexique, dans la Sierra Madre del Sur. Ces trois emplacements sont séparés les uns des autres par au moins 40 kilomètres et deux des populations sont très petites (moins de cinquante individus), la troisième contant quelques milliers d'individus. Les feux de forêt ont par le passé détruit beaucoup d'arbres adultes et perturbé la régénération des pins de Rzedowski, et tout nouveau feu mettrait en péril leurs populations.
Les pins restent petits dans deux des localités à cause du mauvais substrat rocheux mais atteignent des tailles plus respectables dans la dernière.